# Bruce Shand

Das Wappen wurde der Familie Shand bereits im 17. Jahrhundert königlich zuerkannt.

Bruce Middleton Hope Shand MC and bar, DL (* 22. Januar 1917 in London; † 11. Juni 2006 in Stourpaine, Dorset) war ein britischer Offizier und Kriegsveteran. Bekannt wurde er in der breiten Öffentlichkeit vor allem als Vater von Königin Camilla, der langjährigen Geliebten und seit 2005 zweiten Ehefrau von König Charles III.
Shand entstammte einer Familie der britischen Gentry und war der Sohn des Architekten und Schriftstellers Philip Morton Shand (1888–1960) aus dessen erster Ehe mit Edith Marguerite Harrington (1893–1946). Seine Eltern ließen sich scheiden, als er drei Jahre alt war. Seine Mutter heiratete daraufhin 1921 den Major Herbert Charles Tippet (1892–1947), sein Vater heiratete Sybil Mary Sissons. Aus der zweiten Ehe seines Vaters hat Bruce Shand eine Halbschwester, Elspeth Howe, Baroness Howe of Idlicote (1932–2022).
Er besuchte die Rugby School und absolvierte eine Kadettenausbildung am Royal Military College Sandhurst. 1937 trat er als Second Lieutenant in das Panzerwagen-Regiment 12th Royal Lancers (Prince of Wales’s) ein, diente im Zweiten Weltkrieg in Frankreich und Nordafrika, wurde verwundet und geriet 1942 in Kriegsgefangenschaft. Shand erhielt 1940 das Military Cross und 1942 die Wiederholungsspange (Bar) zu diesem Ehrenzeichen. Er erreichte 1942 den Rang eines Major und schied 1947 aus der British Army aus. Als Jagdreiter hatte er von 1956 bis 1975 das Amt eines Führers der Foxhound-Meute für die Fuchsjagd in den südenglischen South Downs (Joint Master of the Foxhunds for Southdown) inne. Von 1974 bis 1992 war er Deputy Lieutenant von East Sussex.
Am 2. Januar 1946 heiratete er Hon. Rosalind Maud Cubitt (1921–1994), Tochter von Roland Calvert Cubitt, 3. Baron Ashcombe, und Sonia Rosemary Keppel, einer Tochter der Alice Keppel. Aus der Ehe gingen drei Kinder hervor:
- Camilla Rosemary Shand (* 1947), ⚭ 1973–1996 Andrew Parker Bowles, ⚭ 2005 König Charles III.;
- Sonia Annabel Shand (* 1949), ⚭ 1972–2023 Simon Elliot (1940–2023);
- Mark Roland Shand (1951–2014), ⚭ 1990–2014 Clio Goldsmith.

Nach längerer Krebserkrankung starb er 2006 im Alter von 89 Jahren in seinem Haus in Stourpaine, Dorset.